# 広峰山

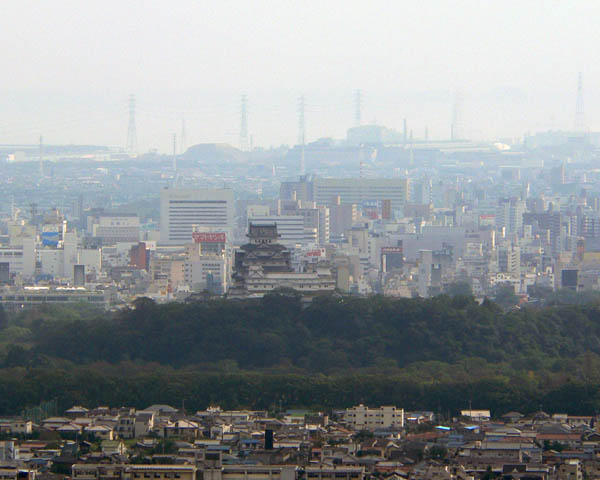
広峰山から姫路城・姫路市街を南望

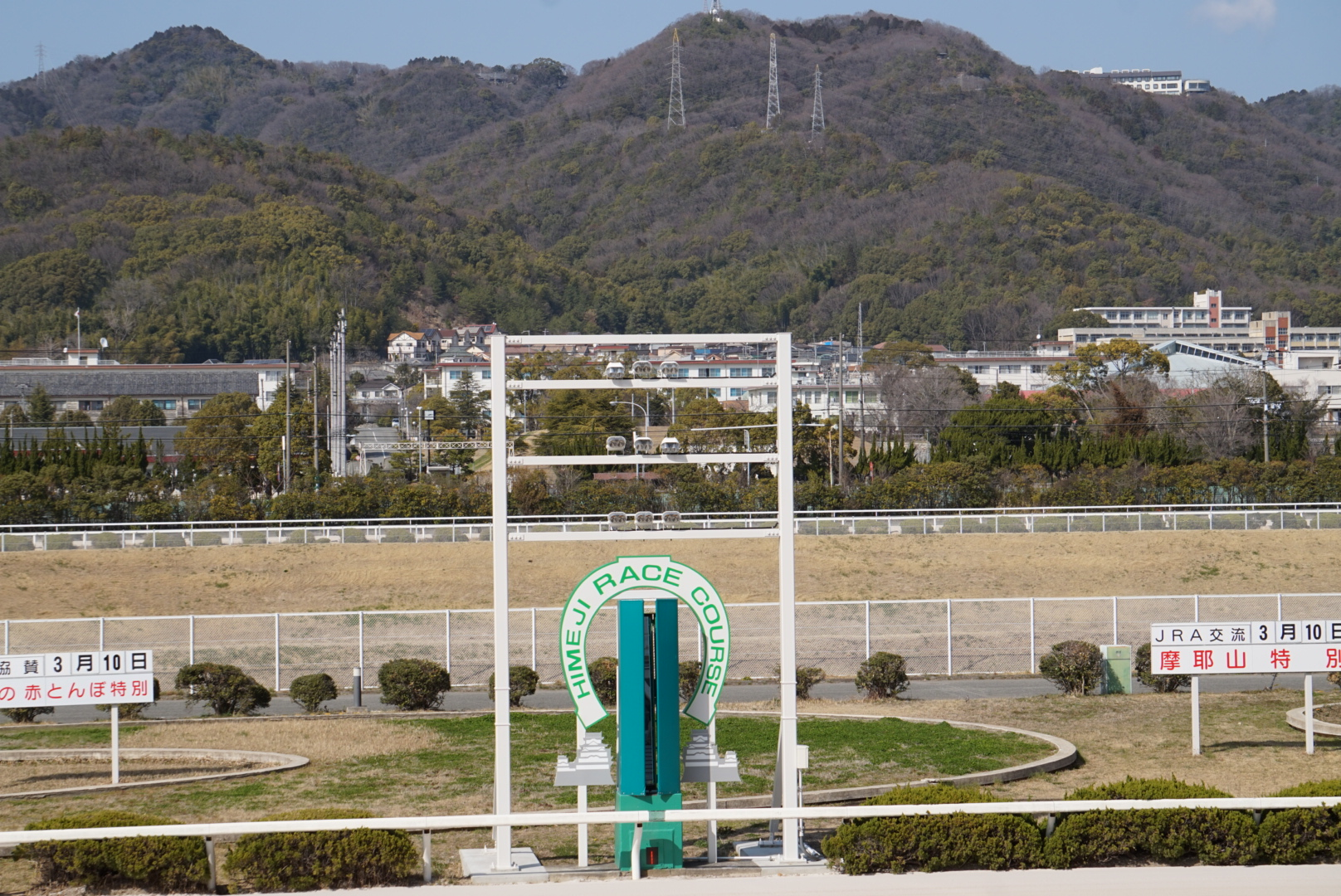
姫路競馬場から見た広峰山

広峰山（ひろみねさん）は、兵庫県姫路市中部に位置する山で西播丘陵県立自然公園に含まれている。
国土地理院1:25000地図や姫路市の町名では「広嶺山」と表記される。また山頂にある神社は「広峯（廣峯）神社」と称するが、実際には「広峰（山）」も含め混用されている。

## 地理
山頂周辺が比較的平坦に広がっており、これが「広峰」の地名の由来とされる。
市川と夢前川に挟まれた広峰山塊の南部に位置し、南東には増位山が連なる。山頂には広峯神社が鎮座する。山陽自動車道広峰山トンネル（ひろみねやまトンネル）が、山頂やや南を貫く。
ひょうごの森百選に選定されている。
北麓に播磨空港を建設する計画があったが、兵庫県は2002年（平成14年）5月、建設を事実上断念した。

## 歴史
中世には広峯山城が置かれていた。1601年（慶長6年）の池田輝政の定書では山林･竹木の伐採が禁じられ殺生禁断の地とされた。江戸時代を通して広峯神社領であった。「旧高旧領取調帳」における石高は72石余り。
主な登山道は東の白国からのものと西の平野からのものとが有り、1919年（大正8年）には両参道に街灯が設置される。さらに1935年（昭和10年）には白国から自動車用道路が開通する。1980年（昭和55年）には山上の一角に国民年金保養センター「ハイランドビラ姫路」（現･セトレ ハイランドヴィラ姫路）が開業する。
町名「広嶺山」としては1889年（明治22年）城北村に属し、1925年（大正14年）姫路市の一部となる。

## 町名「広嶺山」
郵便番号670-0891。面積523010m²。
北に砥堀、以下時計回りに白国（大字白国）・北平野奥垣内・上大野7丁目と接する。

### 小字
町域内の小字は以下の通り。
- 相生谷（あいおいだに）
- 天祖父（あまさい）
- 湯谷（いや）
- 小柏原（おがしわら）
- 表坂（おもてざか）
- 北谷（きただに）
- 小袋谷（こぶくろだに）
- 塩之尾（しおのお）
- 谷（たに）
- 辻（つじ）
- 梨ヶ谷（なしがたに）
- 鍋谷（なべたに）
- 滑谷（なめらたに）

- 西坂（にしさか）
- 二本松（にほんまつ）
- 白弊山（はくへいざん）
- 花水（はなみず）
- 花湯（はなゆ）
- 肥尻尾（ひじりお）
- 樋󠄀ノ谷（ひのたに）
- 松瀧尾（まつたきお）
- 三畝ノ尾（みせのお）
- 宮裏（みやうら）
- 宮前（みやまえ）
- 向山（むこやま）

### 世帯数と人口
2025年（令和7年）3月31日現在、住民基本台帳人口はなし。
| 町丁   | 世帯数 | 人口 |
| ------ | ------ | ---- |
| 広嶺山 | 0世帯  | 0人  |

かつては広峯神社の周囲に神職や御師などが数多く居住していたが、明治初期に神職の世襲が禁じられたことや昭和中期以後における産業構造の変化のために衰微し山を下りてしまっている。
| 調査年             | 世帯数 | 人口  | 備考         | 出典   |
| ------------------ | ------ | ----- | ------------ | ------ |
| 1891年（明治24年） | 41世帯 | 221人 | 男111、女110 | [ 2 ]  |
| 1949年（昭和24年） | 20世帯 | 85人  |              | [ 8 ]  |
| 1951年（昭和26年） | 16世帯 | 66人  |              | [ 9 ]  |
| 1978年（昭和53年） | 5世帯  | 12人  |              | [ 10 ] |
| 1984年（昭和59年） | 4世帯  | 7人   |              | [ 10 ] |
| 1989年（平成元年） | 2世帯  | 3人   |              | [ 10 ] |
| 1997年（平成9年）  | 1世帯  | 1人   |              | [ 11 ] |

### 小・中学校の学区
市立小・中学校に通う場合、学区は以下の通りとなる。
| 番地 | 小学校             | 中学校             |
| ---- | ------------------ | ------------------ |
| 全域 | 姫路市立広峰小学校 | 姫路市立広嶺中学校 |

戦前期においては、子弟は1000mの坂道を下りさらに2000m南方の城北小学校へ通学しており、そのために1年遅れで小学校に入学するのが常であった。

## 交通アクセス

### 鉄道
- 播但線野里駅下車。

### バス
- 姫路駅から神姫バス4系統「広峰」行で「広峰」下車、徒歩登山40分。但し4系統は2時間毎の運行なので、2つ手前の「白国口」を経由する5系統「白国口経由姫路獨協大学･大寿台」行で同バス停を下車して約500m歩き足す方法もある。他に神姫バス3系統「平野南口経由姫路獨協大学･大寿台」行もしくは81・82・84・86各系統「仁豊野」経由便の「白国南口」で下車して約1km歩き足すことも可能。

### 道路
- 市街地から兵庫県道518号砥堀本町線を北上、「白国」交差点より山道を登る。